# میدان بولیوار (کاراکاس)

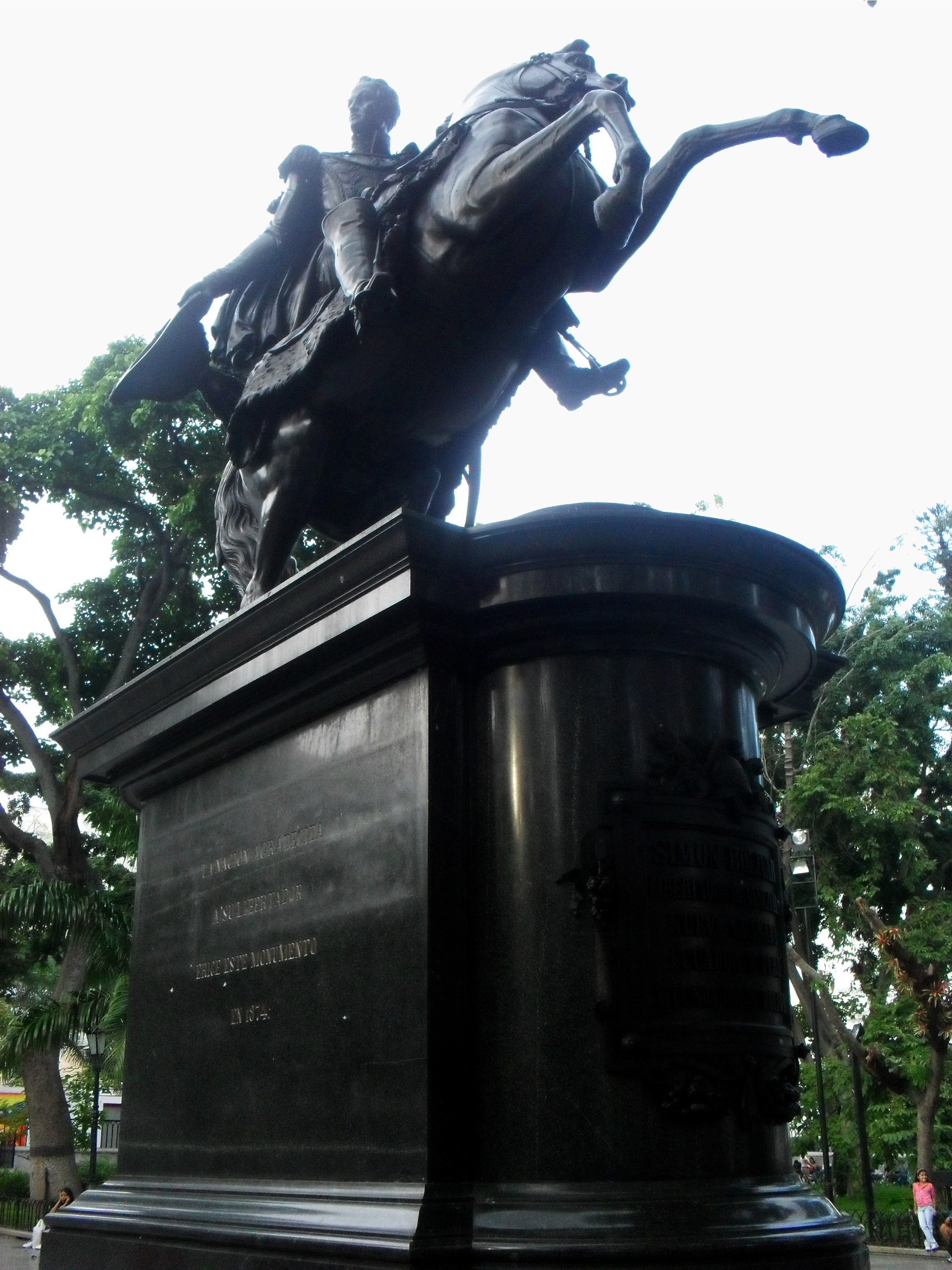
مجسمه سیمن بولیوار سوار بر اسب در میدان بولیوار.

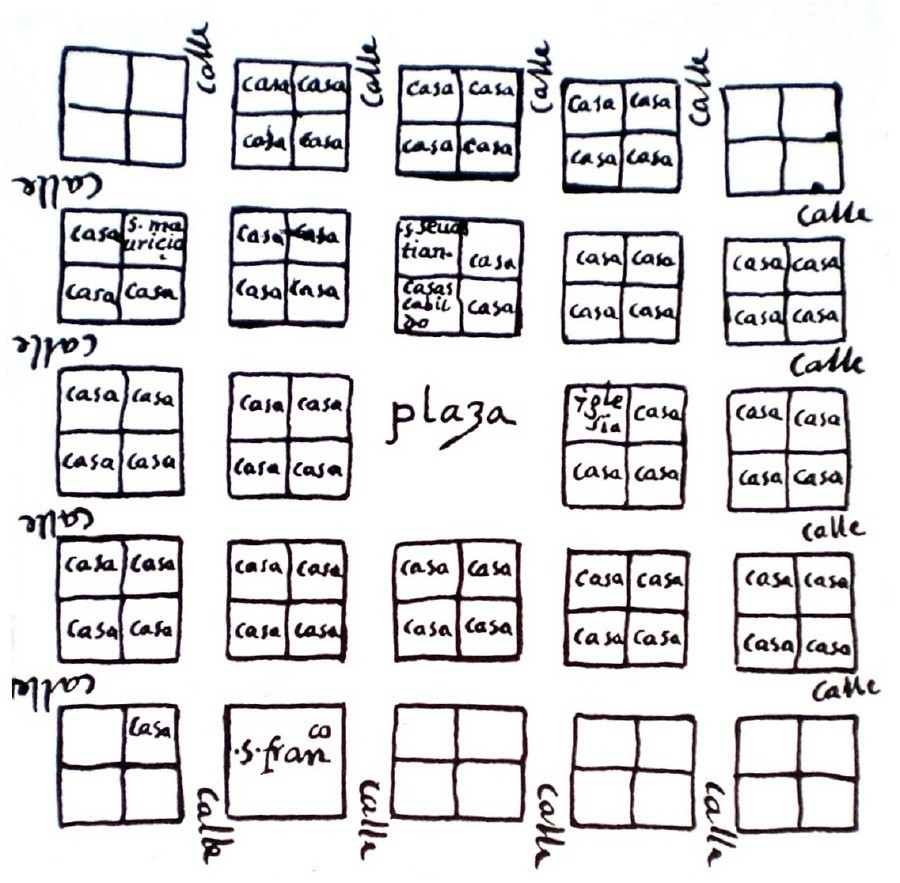
نقشه کاراکاس مربوط به ۱۵۷۸ با مربعی که روی آن نوشته پلازا.

میدان بولیوار (به اسپانیایی: پلازا بولیوار) در کاراکاس یکی از مهم‌ترین و شناخته شده فضاهای عمومی درونزوئلا است. این میدان در سال ۱۵۶۷ در مرکز ۲۵ بلوک اول شهر کاراکاس قرار داشت. نام این شهر در آن زمان "Santiago de León de Caracas" بود. این میدان در مرکز تاریخی شهر در کلیسای جامع محله لیبرتادور است.
در اطراف میدان بولیوار ساختمان‌های مهمی مانند کلیسای جامع کاراکاس، موزه مقدس، کاخ اسقف اعظم، تالار شهر، کلیسای سانتا رزا ده لیما، خانه زرد، خانه، سالن اصلی تئاتر و ساختمان دولتی مرکز شهر قرار دارد. کاخ دادگستری فدرال نیز در جنوب غربی این میدان است.

## تاریخچه
این مکان از ابتدا به عنوان میدان شهرداری کاراکاس در نظر گرفته شد تا به عنوان یک مرکز تجاری در شهر استفاده بشود. در این مدت تغییرات بسیاری در این میدان اتفاق افتاد و شاید یکی از مهم‌ترین این تغییرات کاری بود که فرماندار شهر فلیپه ریکاردوس در ۱۷۵۴ انجام داد. وی دستور ساخت تاق نصرت‌هایی را در اطراف میدان داد. این میدان در آن زمان برای تیرباران و اعدام دشمنان سیاسی و مبارزان ضد استعماری اسپانیا استفاده می‌شد. اعدام خوزه ماریا اسپانیا یکی از معروف‌ترین این اعدام‌ها است. بدن او در سال ۱۷۹۹ در این میدان چهار تکه شد. مردم ونزوئلا اولین شورش‌های خود ضد سلطنت استعماری اسپانیای را در نوزدهم آوریل ۱۸۱۰ در این میدان آغاز کردند.
پس از استقلال نام آن به میدان تسلیحات (Plaza de Armas) و چهارراه بازار (Plaza del Mercado) تغییر کرد اما وقتی جسد بولیوار از سانتا مارتا وارد کاراکاس شد در ۱۸۴۲ نام آن را رسماً به میدان بولیوار تغییر دادند. گرچه این نام تا سال ۱۸۷۴ به درستی استفاده نمی‌شود.
ژنرال آنتونیو گوزمن بلانکو، که در سال ۱۸۶۵ از سوی رئیس جمهور مارشال خوان کریسوستومو فالکون صاحب منصب ریاست جمهوری شده بود، در ماه مه تصمیم به تخریب تاق نصرت‌های اطراف میدان و حذف فروشگاه‌های اطراف آن گرفت. پنج سال پس از آن پروژه‌هایی برای به‌سازی مکان میدان آغازشد. در سال ۱۸۷۲ فرایند تازه ای برای نوسازی میدان به سبک فرانسوی آغاز کردند، از جمله این که رئیس جمهور در ماه نوامبرتصمیم به ساخت مجسمه ای از سیمن بولیوار گرفت. همچنین تصمیم گرفتند جایگاه‌هایی برای درختان تعبیه کنند که درختانی در آن بکارند و هر چهار فصل سال را در گوشه‌های میدان نشان بدهند، چهار آبخوری با تزیینات آهنی و حدود ۱۰۰ ستون آهنی با تززینات مختلف به صورت نرده در اطراف میدان قرار گرفت. به خاطر پله‌های کوچک جنوب شرقی میدان نام Gradillas به معنی تراس کوچک نیز به آن دادند.

## مجسمه
مجسمه سیمن بولیوار در تاریخ ۷ نوامبر ۱۸۷۴ در مرکز میدان به به صدا درآوردن زنگ و شلیک بیست و یک تفنگ افتتاح شد. این مجسمه نمنه مشابهی از مجسمه ای است که آدامو تادولینو ساخته و در میدان بولیوار لیما در پرو نصب شده‌است. این مجسمه محصول ریخته‌گری فون مولر است و بولیوار را سوار بر یک اسب نشان می‌دهد که روی پاهای عقبی خود ایستاده‌است و پایه دولایه دارد. قد مجسمه ۴ متر است.
تصمیم به نصب برق در این میدان در سال ۱۸۹۴ گرفته شد و پس از آن تغییر قابل توجهی رخ نداد تا این که در سال ۱۹۶۷ کف رنگارنگ میدان را با مرمر خاکستری عوض کردند. بین سال‌های ۱۹۰۸ تا ۱۹۴۷ چند ایستگاه پایانی تراموای کاراکاس در گوشه و کنار این میدان بود.
در ۲۱ فوریه ۱۹۵۹ این مجسمه بنای یادبود در نظرگرفته شد. در اواسط سال ۲۰۰۳ شهرداری لیبرتادور دست به کار مرمت میدان شد از جمله این که باغ‌ها، چشمه ها، کف میدان و روشنایی آن را به روز کرد.

## نگارخانه

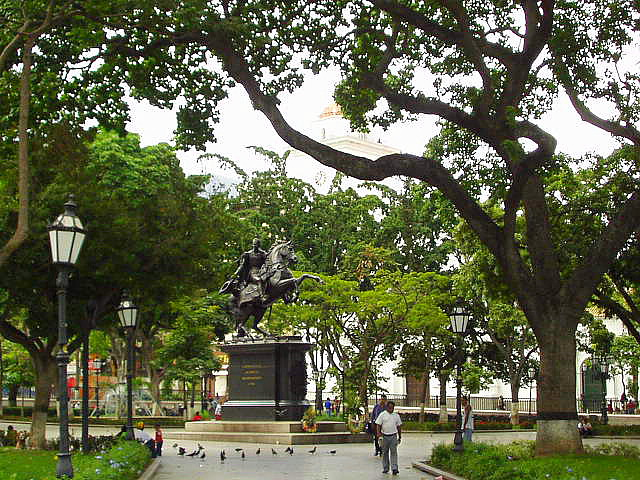
میدان بولیوار کاراکاس.
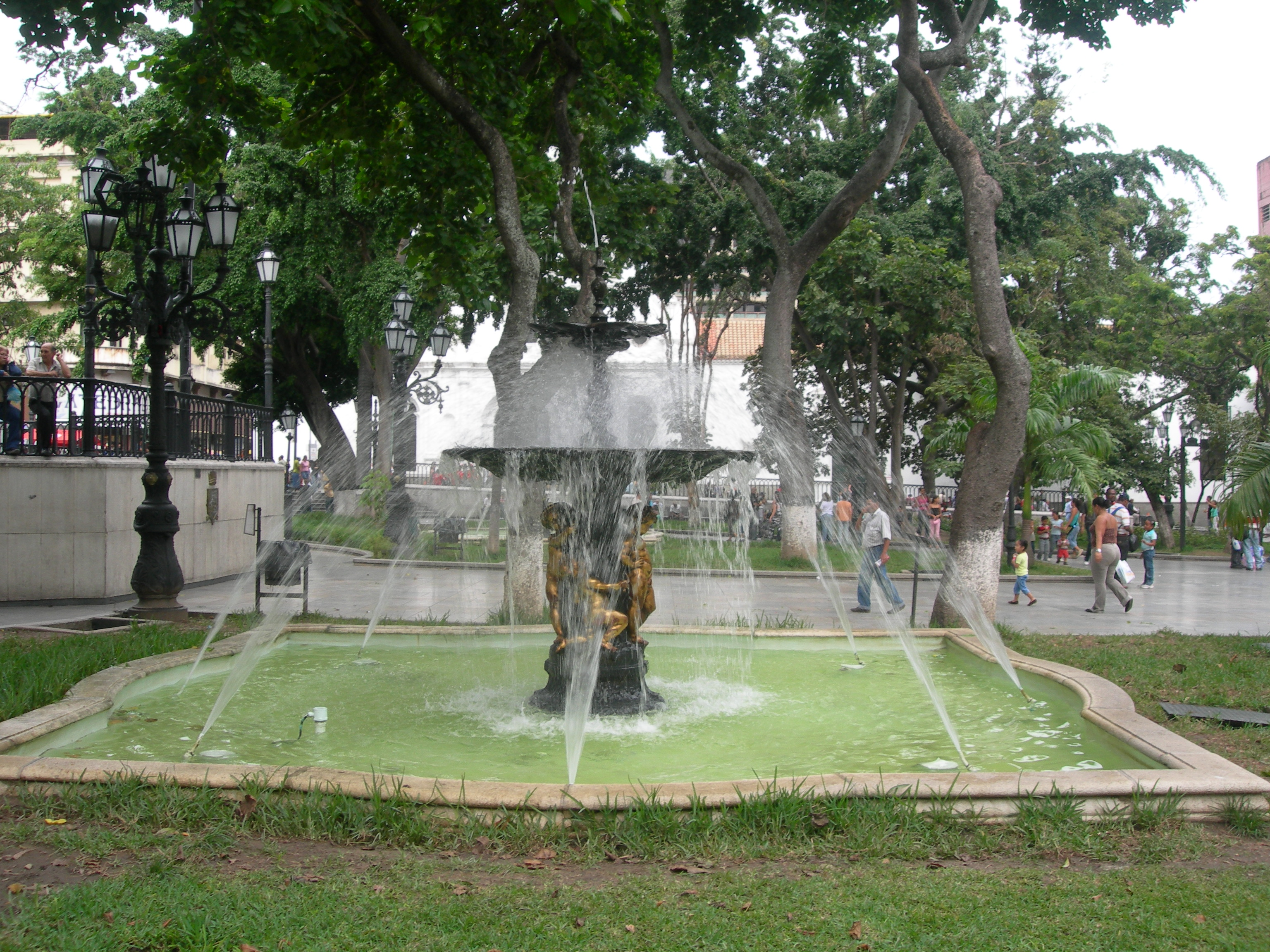
فواره‌های میدان بولیوار کاراکاس.
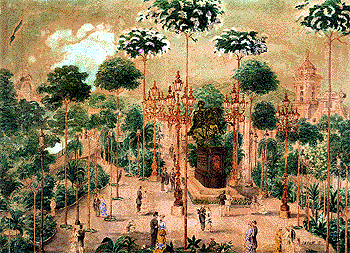
میدان بولیوار پس از افتتاح مجسمه.